# Aleuroclava magnoliae
Aleuroclava magnoliae là một loài côn trùng cánh nửa trong họ Aleyrodidae, phân họ Aleyrodinae.
Aleuroclava magnoliae được Takahashi miêu tả khoa học đầu tiên năm 1952.